# Паламаренко Анатолій Несторович
Анато́лій Не́сторович Паламаре́нко (нар. 12 липня 1939, Макарів, Київська область) — український майстер художнього слова, Герой України. Народний артист Української РСР (1979), лауреат Національної премії ім. Т. Г. Шевченка. Популяризатор українського гумору.

## Життєпис
Народився 12 липня 1939 року в селищі міського типу Макарів Київської області в родині колгоспників Нестора Тимофійовича та Єлизавети Оксентіївни Паламаренків. У родині підростало четверо дітей, найменшим був Анатолій. Під час німецької окупації Макарова (з 10 липня 1941 року по 7 листопада 1943 року) батько Анатолія був зв'язківцем між місцевим підпіллям та партизанським загоном. Улітку 1943 року його схопило гестапо й відправило в концтабір Бухенвальд. Додому він повернувся тільки влітку 1945-го. Сестру Анатолія Софію влітку 1942 року нацисти спровадили на невільницьку працю в Німеччину. Старшого брата Олексія в 1943 році було мобілізовано в Червону армію.
Шлях у велике мистецтво для А. Паламаренка розпочався ще зі школи. Маленький Толик полюбляв читати вірші, гуморески. А ще страшенно любив копіювати однокласників, учителів, знайомих. Починаючи з 8-ми років, він постійно виступав на шкільних концертах. Після закінчення десятирічки юнак вирішив стати артистом. За Анатолія Паламаренка приймальна комісія Київського театрального інституту ім. І. Карпенка-Карого проголосувала одностайно. Він із захопленням вивчав ази акторської майстерності. Та найбільше полюбляв заняття зі сценічної мови. Йому дуже пощастило на хороших педагогів, від яких він переймав знання і досвід акторської професії. Із великою любов'ю артист згадує своїх наставників — В. Неллі, М. Писаря, О. Крижевського.
Студентом Анатолій із успіхом зіграв на сцені учбового театру Інституту драматичну роль Акима у виставі «Влада темряви» Л. Толстого і яскраво комедійну роль пана де Пурсоньяка в однойменній комедії Ж. Мольєра, а також свата в «Назарі Стодолі» Т. Шевченка. Після закінчення інституту Анатолій Паламаренко одержав призначення на роботу до Хмельницького обласного драматичного театру ім. Г. І. Петровського. Пропрацювавши один рік, він повернувся до Києва. Велика любов до мистецтва художнього слова взяла верх над театром — артист поїхав до Київської (нині Національної) філармонії з проханням зарахувати його читцем.
Особливо старанно А. Паламаренко готував свою першу програмну композицію за повістю М. Коцюбинського «Фата Моргана». А далі — велике та яскраве полотно зі знаменитої повісті І. Нечуя-Левицького «Кайдашева сім'я». Кожний персонаж у нього розмовляє своїм голосом, для кожного артист знаходить відповідний жест, міміку, інтонацію тощо.

## Творче життя
З 1962 року — артист естради в Київській Національній філармонії.
Унікальне місце в українській естраді радянського часу посідало художнє читання. Однією з найпомітніших постатей у цьому жанрі став Анатолій Паламаренко. В його репертуарі був і «Ярмарок» Остапа Вишні, і «Сон» Тараса Шевченка, й «Зачарована Десна» Олександра Довженка, а ще твори Миколи Гоголя, Івана Нечуя-Левицького та інших.
Особливе місце у творчій роботі артиста займає Шевченкіана, над якою він працює усе своє життя. Тож, цілком заслужено Анатолій Паламаренко був удостоєний високих звань незалежної України — лауреата Національної премії України імені Тараса Шевченка (1993) і Героя України (2009).
За роки своєї творчої діяльності А. Паламаренко дав сотні концертів у найпрестижніших концертних залах і в сільських клубах, на польовому стані і в цехах заводів та фабрик, робітничих гуртожитках, перед учнівською і студентською молоддю, також брав участь у Декадах і Днях української літератури і мистецтв в республіках колишнього Союзу, демонстрував своє мистецтво за кордоном.
Анатолій Несторович читає цикл лекцій студентам національних університетів ім. Т. Шевченка та М. Драгоманова, свій предмет артист назвав «Слово». Також викладає курс сценічної мови в Національній музичної академії ім. П. Чайковського.

## Озвучував
- «Три Паньки хазяйнують» (1990);
- «Три Паньки на ярмарку» (1991);
- «Лис Микита» (2005—2007, мультиплікаційний серіал);
- «Мультимедійний Кобзар» — II частина — компакт-диск.

## Відзнаки та нагороди
- Герой України;
- Народний артист Української РСР;
- Національна премія України імені Тараса Шевченка;
- Відзнака Президента України - ювілейна медаль «25 років незалежності України» (2016).[5]
- Премія імені Леоніда Гавриша (2019)[6]
- Всеукраїнська літературно-мистецька премія «Київська книга року» (2023)[7][8]